# Buon funerale, amigos!... paga Sartana
Buon funerale amigos... paga Sartana é uma produção cinematográfica italiana de 1970, do subgênero western spaghetti, dirigido por Giuliano Carnimeo e estrelado por Gianni Garko. É o terceiro filme da saga Sartana.

## Trama
Sartana presencia uma matança de uma família de mineiros. Depois de liquidar os assassinos, os transporta à cidade próxima de Indian Creek, na qual espera receber uma recompensa. Porém, se dá conta de que alguns notáveis habitantes da cidade tinham interesse na morte dos mineiros para se apoderarem da terra. O banqueiro e cacique local, Hoffman e o dono do cassino, Lee Tsé Tung. Ambos se empenham em pagar à herdeira do terreno somas enormes de dinheiro para convencê-la de que as terras são estéreis. Porém, Sartana decide ajudá-la e se empenha em descobrir de quem partiu a ordem para matar os mineiros.

## Elenco
- Gianni Garko: Sartana
- Daniela Giordano: Abigail Benson
- Ivano Staccioli: Blackie (como Antonio Staccioli)
- Helga Liné: Mary
- Luis Hinduni: Xerife
- Franco Ressel: Samuel Piggott
- George Wang: Lee Tsé Tung/Peng
- Franco Pesce: Becchino
- Roberto Dell'Acqua: Piggott Brother
- Federico Boido: Jim Piggott (como Rick Boyd)
- Aldo Berti: Colorado Joe
- Attilio Dottesio: Joe Benson